# Piemonte Open 2025
Il Piemonte Open 2025 è stato un torneo maschile di tennis professionistico. È stata la 4ª edizione del torneo, facente parte della categoria Challenger 175 nell'ambito dell'ATP Challenger Tour 2025, con un montepremi di 227 000 €. Si è giocato dal 13 al 18 maggio 2025 sui campi in terra rossa del Circolo della Stampa - Sporting" di Torino, in Italia.

## Partecipanti

### Teste di serie
| Nazionalità | Giocatore               | Ranking* | Testa di serie |
| ----------- | ----------------------- | -------- | -------------- |
| Italia      | Lorenzo Sonego          | 34       | 1              |
| Italia      | Luciano Darderi         | 46       | 2              |
| Argentina   | Tomás Martín Etcheverry | 51       | 3              |
| Spagna      | Roberto Carballés Baena | 59       | 4              |
| Argentina   | Camilo Ugo Carabelli    | 60       | 5              |
| Germania    | Daniel Altmaier         | 71       | 6              |
| Cina        | Bu Yunchaokete          | 72       | 7              |
| Kazakistan  | Aleksandr Bublik        | 76       | 8              |

* Ranking al 5 maggio 2025.

### Altri partecipanti
I seguenti giocatori hanno ricevuto una wild card per il tabellone principale:
- Federico Cinà
- Flavio Cobolli
- Jacopo Vasamì

I seguenti giocatori sono entrati in tabellone come alternate:
- Federico Arnaboldi
- Andrea Collarini
- Matteo Gigante
- Federico Agustín Gómez
- Marc-Andrea Hüsler
- Otto Virtanen

I seguenti giocatori sono passati dalle qualificazioni:
- Andrea Pellegrino
- Vitaliy Sachko
- Giovanni Fonio
- Oleg Prihodko

Il seguente giocatore è entrato in tabellone come lucky loser:
- Carlos Sánchez Jover

## Punti e montepremi
| Torneo    | Torneo              | V      | F      | SF    | QF    | 2T    | 1T    | Q | Q2  | Q1  |
| Singolare | Punti               | 175    | 90     | 50    | 25    | 13    | 0     | 6 | 3   | 0   |
| Singolare | Premi in denaro (€) | 27,155 | 16,000 | 9,450 | 5,500 | 3,240 | 1,950 | – | 980 | 490 |
| Doppio    | Punti               | 175    | 90     | 50    | 25    | –     | 0     | – | –   | –   |
| Doppio    | Premi in denaro (€) | 11,680 | 6,775  | 4,065 | 2,410 | –     | 1,355 | – | –   | –   |

## Campioni

### Singolare
Aleksandr Bublik ha sconfitto in finale  Bu Yunchaokete con il punteggio di 6–3, 6–3.

### Doppio
Ariel Behar /  Joran Vliegen hanno sconfitto in finale  Robin Haase /  Hendrik Jebens con il punteggio di 6–2, 6–4.